# Sieliski
Sieliski (ukr. Селіски) – wieś na Ukrainie na terenie rejonu włodzimierskiego w obwodzie wołyńskim, liczy 80 mieszkańców.
W czasie okupacji niemieckiej mieszkające tutaj polskie rodziny Ciosmaków i Hrysiaków ukrywały żydowskie rodzeństwo, Anczela (Jankiela) i Ryfkę Szusterów. Po wojnie Instytut Jad Waszem uhonorował za to tytułami Sprawiedliwych wśród Narodów Świata Annę Ciosmak-Buszko, jej córkę Lucynę Rogowską oraz Mieczysława i Zuzannę Hrysiaków.